# 1930 год в театре
1930 год в театре

## Знаменательные события
- 30 сентября по инициативе Госиздата создан Театр детской книги, который позднее в 1954 г. переименован в Московский театр кукол
- Основан Театр Атенеум (Варшава).

## Персоналии

### Родились
- 5 февраля — Ростислав Иванович Янковский, советский и белорусский актёр театра и кино, народный артист СССР (1978).
- 4 марта — Бланка Богданова, чешская и чехословацкая актриса кино, театра и телевидения. Заслуженная артистка Чехословакии
- 8 марта — Александр Романович Палеес, советский и российский актёр театра и кино, народный артист России.
- 1 апреля — Хорен Бабкенович Абрамян, актёр театра и кино, театральный режиссёр, народный артист СССР.
- 19 мая — Леонид Владимирович Харитонов, советский актёр театра и кино, заслуженный артист РСФСР (1972).
- 28 июня — Николай Николаевич Каретников, авангардный композитор, автор балетов («Ванина Ванини», «Крошка Цахес по прозванию Циннобер») и опер («Тиль Уленшпигель», «Мистерия апостола Павла»).
- 4 июля — Фрунзик Мкртчян, советский актёр театра и кино, народный артист Армянской ССР (1971), народный артист СССР (1984).
- 20 июля — Олег Анофриев, советский и российский актёр театра и кино, автор и исполнитель песен, народный артист РСФСР (1969).
- 5 августа — Людмила Хитяева, советская актриса театра и кино
- 25 августа — Шон Коннери, английский и американский актёр театра и кино.
- 27 августа — Владимир Алексеевич Андреев, актёр театра и кино, театральный режиссёр.
- 8 сентября — Марио Адорф, немецкий актёр театра и кино.
- 9 сентября — Надежда Румянцева, актриса театра и кино, народная артистка СССР.
- 23 сентября — Иван Краско, советский и российский актёр театра и кино, народный артист России (1996).
- 1 октября — Филипп Нуаре, французский актёр театра и кино.
- 10 октября — Гарольд Пинтер, английский драматург, режиссёр, актёр, лауреат Нобелевской премии по литературе 2005 года.
- 10 октября — Медея Петровна Амиранашвили, оперная певица (сопрано), народная артистка СССР.
- 31 декабря — Лев Максович Милиндер, советский и российский актёр театра и кино, заслуженный артист России.
- 31 декабря — Анатолий Борисович Кузнецов, советский и российский актёр театра и кино, народный артист РСФСР (1979).

### Скончались
- 16 июня – Сабит Яхшибаев, первый профессиональный театральный художник Башкирии.
- 10 августа — финская актриса Карола Авеллан.
- 1 октября — Рикардо Дриго, итальянский и российский композитор, дирижёр.
- 5 октября — Михаил Иванович Вавич — российский артист оперетты.